# Udo Fischer
Udo Fischer OSB (* als Eduard Fischer 1952 in Wienerherberg, Niederösterreich) ist ein österreichischer Benediktinerpater.

## Leben
1962 trat Eduard Fischer in das Knabenseminar Hollabrunn ein und besuchte das Bundesgymnasium Hollabrunn, wo er 1971 die Matura ablegte. Während dieser Zeit war er Mitglied der Legio Mariae. 1974 trat er in das Stift Göttweig ein und nahm den Ordensnamen Udo an. Nach dem Theologiestudium an der Universität Wien und der Priesterweihe 1977 war er zunächst Kaplan in Pfaffendorf und Obernalb. Seit 1981 ist er Pfarrer von Paudorf-Göttweig.
1996 gründete er gemeinsam mit Franz Schmatz die 2021 eingestellte JA – die neue Kirchenzeitung. Der breiten Öffentlichkeit bekannt wurde Udo Fischer, als er als Stimme der Opfer von Hans Hermann Groër auftrat.
Am 17. Februar 1998 wurde Pater Udo von dem damaligen Diözesanbischof Kurt Krenn ohne Angabe von Gründen als Pfarrer von Paudorf abgesetzt. Nach seiner Absetzung schlug ihn der damalige Abt des Stiftes Göttweig, Clemens Lashofer, am 18. März 1998 neuerlich als Pfarrer vor, wodurch Pater Udo im Amt blieb. Mit einem bischöflichen Dekret vom 21. Februar 2005 wurde Pater Udo Fischer von Klaus Küng wieder zum Pfarrer von Paudorf-Göttweig ernannt.
Am 25. April 2006 stellte er gemeinsam mit Helmut Schüller die „Pfarrer-Initiative“ in der Öffentlichkeit vor, die unter anderem gegen eine „bedenkliche Entwicklung der Pfarrzusammenlegungen“ eintrat und die „Berufung aller Getauften zu Mitverantwortung, Mitentscheidung und Mitgestaltung“ in der Kirche unterstützen möchte. Es wurde auch die Zulassung sogenannter Viri probati zur Priesterweihe vorgeschlagen.
2008 wurde Udo Fischer an der Katholisch-Theologischen Fakultät der Universität Wien zum Doktor der Theologie promoviert. Er verfasste die Dissertation Bischof Altmann von Passau und sein Doppelkloster an der Donau; Studien zur Frühgeschichte des Stiftes Göttweig. Diese wurde am Institut für Kirchengeschichte eingereicht und von Karl-Heinz Frankl und Meta Niederkorn begutachtet.

## Auszeichnungen
- 2012: Goldenes Ehrenzeichen für Verdienste um das Bundesland Niederösterreich

## Werke
- Maximilian Kolbe. 3. Aufl. Salterrae-Schriftenapostolat, Maria Roggendorf 1975
- St. Blasien in Klein-Wien, 1990
- Erinnerungen an das Evangelium, Religiöse Darstellungen in der Pfarre Paudorf-Göttweig, 1991
- Hellerhof, Der weite Weg vom versunkenen Dietmannsdorf zum Zentrum der Pfarre Paudorf-Göttweig, 1992
- Herr Bischof, es reicht! Ed. Tau, Bad Sauerbrunn 1993, ISBN 3-900977-46-1
- Linker Jesus – rechte Kirche. Edition Va Bene, Wien und Klosterneuburg 1994, ISBN 3-85167-023-X
- St. Altmann, Kirche in Paudorf, 1994
- Erinnerungen 1914–1947, Beiträge zur Geschichte der Pfarre Paudorf-Göttweig, 1995
- Mit den Füßen glauben, Wallfahrten und Prozessionen der Pfarre Paudorf-Göttweig, 1997
- Sieben gesegnete Jahre, Die Renovierung des historischen Hellerhofs, 2001
- Atlas der Pfarre Paudorf-Göttweig, Paudorf 2002